# Grote roze zeepok
De grote roze zeepok (Megabalanus coccopoma) is een zeepokkensoort uit de familie van de Balanidae. De wetenschappelijke naam van de soort werd in 1854 gepubliceerd door Charles Darwin.

## Beschrijving
De grote roze zeepok is een grote zeepokkensoort met kalkhoudende platen die een steile kegel vormen welke kan uitgroeien tot een hoogte en breedte van 5 cm. De platen zijn glad en aan elkaar versmolten. Ze zijn roze en worden gescheiden door smalle paarse of witte stralen en de opening aan de bovenkant is klein. In de Stille Oceaan kan deze soort worden verward met Megabalanus californicus, maar die soort is donkerder van kleur, heeft een grotere opening en heeft bredere stralen tussen de platen.

## Verspreiding
Het oorspronkelijke verspreidingsgebied van de grote roze zeepok zijn de Pacifische kusten van Midden- en Zuid-Amerika van Mazatlán in Mexico tot de grens tussen Ecuador en Peru. Het wordt gevonden groeiend op rotsen en andere harde substraten vanaf de eblijn tot ongeveer 100 meter diep. Fossiele exemplaren van deze zeepok zijn gevonden in rotsen die dateren uit het Oligoceen en het kwam voor in Baja California in het Plioceen in een tijd dat dat gebied 480 kilometer verder naar het zuiden lag. 
De soort heeft zijn verspreidingsgebied uitgebreid, waarschijnlijk als gevolg van aangroei op de rompen van schepen. Deze zeepok werd in Europa voor de eerste maal waargenomen in 1851, op de romp van een schip aangemeerd in Le Havre, Frankrijk. In Nederland dateert de eerste waarneming van de grote roze zeepok van 1976, op boeien vóór de kust van Terschelling, in het noorden van Nederland. In België nam men deze exoot voor het eerst waar in 1997 op boeien, op zo'n 10 km vóór de kust van Nieuwpoort.